# 崇法寺塔
崇法寺塔位于中华人民共和国河南省永城市西城区烈士陵园内，因建于原崇法寺内而得名，1963年被列为河南省文物保护单位，2006年被列为第六批全国重点文物保护单位。
崇法寺塔为八角九级木构砖砌阁楼式佛塔，全高34.6米，底部直径7.7米，始建于宋元祐八年（1093年），建成于绍圣五年（1098年），中华人民共和国成立后曾于20世纪50年代和80年代进行过两次修缮。自其地宫中曾发现宋代铜钱，而其“宝塔盘云”为永城八景之一。